# 風船バレー
風船バレー（Balloon volleyball）とは、風船バレーボールともいわれ、バレーボール用のボールの代わりに主に膨らましたゴム風船を使い、複数人がボールを地面に落ちないよう手や腕で打ち上げるバレーボールに近い球技であり遊技である。1986年に石川県七尾市の障害者支援施設[青山彩光苑の作業療法士を中心に考案された。

## 概要
本質的には紙風船つきやゴム風船うちなどの自然発生的な遊技の発展系ともいえるニュースポーツ球技であるが、1986年に石川県七尾市の障害者支援施設青山彩光苑の作業療法士を中心に考案され競技として確立した。
1987年11月1日に青山彩光苑で日本初の『第1回風船バレーボール大会』が開催された。1991年に開催の石川国体併設、第27回全国身体障害者スポーツ大会協賛事業として第5回大会を開催し、風船バレーボールを全国に向けアピールを行う。
また1990年には光市や北九州市で大会が行われている。近年では老若男女を問わず参加できる球技として日本では全国各地で球技大会も行われるようになった。また単純明快なルールながら身障者や車いすの利用者にも楽しめ、顔などに球が直撃してもケガなどの心配がなくバリアフリー性のある適度なスポーツであることから、老人ホームやデイケアセンターなどでのリハビリテーションやレクリエーションに用いられることが多い。

### 球技大会
球技大会ではバドミントンコートを使用し、基本的に中に鈴を入れた長径30 - 50cmのゴム風船をボールとする6人制の球技だが、バレーボールと違い、風船が割れた場合のルールや、チームの全員が必ず1度はボールに触れなければ相手のコートにボールを返せない（ノットオールなど）などの独特のルールがある。
日本国内に複数の球技の普及を推進する団体があるが、全国一律のルールは策定されているわけではない。そのため球技大会も各地で行われているが、風船の大きさや中に入れる鈴の数、チーム中に入れる障害者の人数などルールは微妙に違うことが少なくない。なお競技ルールで風船バレーを行う場合、基本的には競技バレーボールの公式ルールに則り、2チーム対戦で1チームにつき6名（＋審判1名）で行われる。

### レクリエーション
複数人のレクリエーションスポーツとして行われる球技では、対抗戦ではバドミントンのコートなどで仕切り、個人戦では適当な間隔を空けて打ち合い、大人数では円陣を組んで打ち合うことが多い。レクリエーションの球技では二度つき禁止をはじめ独自のルールで行われていることが少なくない。
また、老人ホームやデイケアセンターなどでのリハビリテーションでは、普通は大きめのゴム風船をボールに使い、視覚障害者がいれば風船の中に鈴を入れて、障害の有無にかかわらず全ての人がボールにタッチするようにルールを作っていることが多い。風船バレーはデイケアセンターなどでも対抗戦にすると盛り上がる球技である。なおボールにはゴム風船に限らず感覚障害のリハビリテーションのために打つ勢いが強いと割れる紙風船などを使うこともある。

### 遊技
即興的な遊びとしては文化祭の準備などで仲間同士が、装飾などの資材として身の回りにあるあり合わせのボール（ビニール袋、紙風船、ゴム風船、ポリバルーンなど）で複数人で地面に落ちないよう手や腕でボールを打ち上げる遊びが行われることが多い。

## ルール
- バドミントン用コートと同じコートやネットを使用する。
- 6人制バレーボールと同様のルールで、障害者3名と健常者3名の6名でコートに出場する。
- チームの全員が必ず1度はボールにふれる必要があり、10回以内に相手エリアに返す。
- 直径40cmのふうせんには鈴が2個入っている。
- 試合時間は15分で、先に15得点したチームが勝ち。

## 風船バレーに使用するゴム風船について
風船バレーに使うゴム風船は、ゴム膜が厚めで、かつ弾力性があり比較的丈夫なものを使うことが望ましいが、購入前に選定することは素人には容易ではない。そのため風船バレー用の風船も市販されている。しかしゴム風船は割れる物であるため、試合の前に試合の妨げになる物を片づけ清掃し、場合によってはケガの防止のため爪を伸ばしすぎないことも必要である。爪切りは介護上の医療行為となる場合がある。

## 外部サイト
- ふうせんバレーボール振興委員会 - 日本ふうせんバレーボール協会も兼任。公式ルールなど。
- Let's play Fusen (balloon) Volleyball! - English homepage for The Fusen Volleyball Promotive Association - Prospectus - How it came about - The Rules of Fusen Volleyball - Criteria of the degrees of disability - Referee's hand signals with illustrations
- 風船バレーボール発祥の地　社会福祉法人 徳充会 青山彩光苑-風船バレーボールを考案、競技として確立、日本初の大会を開催。
- 公益社団法人 石川県作業療法士会-公式ルールなど。
- 風船バレーボール発祥・北九州アドバルーン - 風船バレーボールのボールは、北九州アドバルーンの提案でつくられた。